# Estadio Mario Alberto Kempes
Estadio Mario Alberto Kempes tidigare känt som Estadio Córdoba och Estadio Olímpico de Córdoba, är en arena i Córdoba, Argentina. Arenan byggdes till Världsmästerskapet i fotboll 1978 som ägde rum i Argentina. 
Arenan bytte officiellt namn den 21 oktober, 2010, till Estadio Mario Alberto Kempes som en hyllning till Mario Kempes som med sitt Argentina vann världsmästerskapet i fotboll 1978.
Till Copa América 2011 genomgick arenan en större renovering som blev klart den 26 juni, 2011.